# Moundsville
Moundsville es una ciudad ubicada en el condado de Marshall en el estado estadounidense de Virginia Occidental. En el Censo de 2010 tenía una población de 9318 habitantes y una densidad poblacional de 1.070,74 personas por km². La ciudad nació con la construcción de la cárcel local en 1955.

## Geografía
Moundsville se encuentra ubicada en las coordenadas 39°55′20″N 80°44′32″O / 39.92222, -80.74222 a las orillas del río Ohio. Según la Oficina del Censo de los Estados Unidos, Moundsville tiene una superficie total de 8.7 km², de la cual 7.53 km² corresponden a tierra firme y (13.48%) 1.17 km² es agua.

## Demografía
Según el censo de 2010, había 9318 personas residiendo en Moundsville. La densidad de población era de 1.070,74 hab./km². De los 9318 habitantes, Moundsville estaba compuesto por el 97.51% blancos, el 0.85% eran afroamericanos, el 0.16% eran amerindios, el 0.38% eran asiáticos, el 0% eran isleños del Pacífico, el 0.24% eran de otras razas y el 0.87% pertenecían a dos o más razas. Del total de la población el 1.13% eran hispanos o latinos de cualquier raza.